# 布盧凱恩鎮區 (阿肯色州格林縣)
布盧凱恩鎮區（英語：Blue Cane Township）是位於美國阿肯色州格林縣的一個行政鎮區。

## 地方資料
布盧凱恩鎮區的面積為47.40平方千米，當中陸地面積為47.40平方千米，而水域面積為0.00平方千米。根據2010年美國人口普查的數據，當地共有人口57人，而人口密度為每平方千米1.2人。